# Hanns H. F. Schmidt
Hanns H. F. Schmidt (* 4. Juli 1937 in Walkenried; † 26. September 2019) war ein deutscher Schriftsteller, Komponist und Maler.

## Leben
Schmidt war nach einem Studium der Musik und Mathematik in Halle als Mathematik- und Musiklehrer tätig, bis er ab 1965 als Schriftsteller arbeitete. Seit 1953 ist er publizistisch in Zeitungen und Zeitschriften tätig gewesen. Er war Autor von Kinderhörspielen und zahlreichen Buchveröffentlichungen zur mitteldeutschen Kultur-, Kunst- und Literaturgeschichte sowie von Sammlungen regionaler Erzählungen und Sagen. In den 1970er Jahren veröffentlichte er literarische Reportagen über seine Wanderungen durch den Harz, die Magdeburger Börde und die Altmark. In seinen letzten Büchern stand das Leben einfacher Leute im Mittelpunkt. Hanns H. F. Schmidt lebte in Magdeburg und Püggen, wo er in einem Bauernhaus ein Puppentheater betrieb.

## Werke (Auswahl)
- Skizzen aus der Altmark. Greifenverlag, Rudolstadt, 1. Aufl. 1978. DNB 780302389. 2. bearb. Aufl. 1980. DNB 810225093
- Von Magdeburg bis zum Harz. Greifenverlag, Rudolstadt, 1984.
- Die Altmark: Ein Lesebuch. Hinstorff, Rostock, 1988. ISBN 3-356-00167-1
- Zwischen Ohre und Elbe. Wanderungen zu Dorfkirchen in der Altmark. Berlin, 1984
- Das große Sagenbuch der Altmark. dr. ziethen verlag, Oschersleben, 1994. Teil 1 von A wie Abbendorf bis K wie Kläden. ISBN 3-928703-40-4. Teil 2 von K wie Kleinau bis Z wie Zichtau. ISBN 3-928703-42-0
- Sagen und Bilder um das Thüringer Land. Tauchaer Verlag, 2000. ISBN 978-3-89772-016-9
- Sagen und Bilder aus Berlin-Brandenburg. Tauchaer Verlag, 2006. ISBN 978-3-89772-120-3
- Originale aus Sachsen-Anhalt: Kurzweiliges. Tauchaer Verlag, 2010. ISBN 978-3-89772-185-2